# DrugBank
DrugBank es una base de datos canadiense disponible en la Universidad de Alberta.
Fundada en 2006. Conjuntando en una fuente única tanto bioinformática como quimioinformática, y que proporciona datos sobre fármacos. Contiene cerca de 4800 entradas, incluyendo más de 1480 pequeñas moléculas aprobadas por la FDA, 128 fármacos bióticos aprobados por FDA y más de 3200 fármacos experimentales. Adicionalmente, más de 2500 secuencias de proteínas. Cada tarjeta de fármaco (DrugCard) contiene más de 100 campos de datos con la mitad de ellos en relación con la estructura química y la otra mitad con la diana terapéutica del fármaco. Los usuarios pueden realizar consultas de distintas formas. Está mantenida por David Wishart y Craig Knox.